# Sejm zwyczajny 1752
Sejm 1752 – sejm zwyczajny I Rzeczypospolitej, został zwołany 6 czerwca 1752 roku do Grodna.
Sejmiki przedsejmowe w województwach odbyły się 21 sierpnia 1752 roku. Marszałkiem sejmu obrano Józefa Massalskiego, starostę grodzieńskiego. 
Obrady sejmu trwały od 2 października do 26 października 1752 roku. Sejm został zerwany przez Kazimierza Morskiego.